# Robert Creighton Buck
Robert Creighton Buck (30 août 1920 Cincinnati - 1er février 1998 Wisconsin), généralement cité comme R. Creighton Buck, est un mathématicien américain qui, avec Ralph Boas, introduit les polynômes Boas-Buck. Il enseigne à l'Université du Wisconsin à Madison pendant 40 ans. Il est également écrivain.

## Biographie
Buck est né à Cincinnati. Il étudie à l'Université de Cincinnati puis obtient son doctorat en 1947 à l'Université Harvard sous la direction de David Widder et Ralph Boas avec une thèse Uniqueness, Interpolation and Characterization Theorems for Functions of Exponential Type. Pendant trois ans, il est professeur adjoint à l'Université Brown, avant de devenir en 1950 professeur associé à l'Université du Wisconsin à Madison, où il est promu professeur en 1954. En 1973, il devient directeur par intérim du centre de recherche en mathématiques de l'armée de l'Université du Wisconsin lorsque John Barkley Rosser prend sa retraite. A Madison, il devient en 1980 "Hilldale Professor" et de 1964 à 1966, il est directeur du département de mathématiques. En 1990, il prend sa retraite en tant que professeur émérite mais reste mathématiquement actif.
Buck travaille sur la théorie de l'approximation, l'analyse complexe, l'algèbre topologique et la recherche opérationnelle. Il travaille pendant six ans pour l'Institut d'analyses de la défense en recherche opérationnelle. Buck écrit, en collaboration avec Ellen F. Buck un manuel, Advanced Calculus, couramment utilisé dans les collèges et universités américains. Il travaille également sur l'histoire des mathématiques. Pour son essai Sherlock Holmes à Babylone, il remporte le prix Lester Randolph Ford. Il a Lee Rubel et Thomas W. Hawkins, un historien bien connu des mathématiques, comme doctorants.
Buck est vice-président de l'American Mathematical Society et de la Mathematical Association of America (MAA), dont il fonde le "Committee on the Undergraduate Program in Mathematics" (CUPM) et qu'il préside de 1959 à 1963. En 1962, il est conférencier invité (Solutions globales d'équations différentielles) au Congrès international des mathématiciens à Stockholm.
Buck est un pianiste amateur accompli et à 18 ans remporte un prix de composition pour piano. Il écrit plusieurs histoires de science-fiction.

## Ouvrages
- Advanced Calculus, McGraw Hill, New York 1956, 3rd edn. Waveland Press, 2003
- Avec Ralph Boas: Polynomial expansions of analytic functions, Springer 1958[7], 2nd edn, Academic Press, Springer 1964
- Avec Ellen F. Buck: Introduction to differential equations, Boston, Houghton Mifflin 1978
- Avec Alfred Willcox: Calculus of several variables, Houghton Mifflin 1971
- “Sherlock Holmes in Babylon”, AMM 1980